# Леви, Эйлон
Эйлон Аслан-Леви  (род. 1991) — британо-израильский журналист и политический деятель, который служил официальным представителем правительства Израиля с начала войны 2023 года между Израилем и ХАМАС до марта 2024 года, когда он был временно отстранён.

## Биография
Леви родился в Лондоне в еврейской семье. Он учился в школе Университетского колледжа в Лондоне и Оксфордском университете, где в 2013 году получил степень бакалавра в области философии, политики и экономики. Он переехал в Израиль в 2014 году в возрасте 23 лет, чтобы присоединиться к израильским военным во время войны в Газе 2014 года. В 2016 году Леви начал работать главным ведущим новостей в IBA News, а затем представлял новости на i24NEWS.
В 2021 году президент Израиля Ицхак Герцог назначил его своим советником по международным СМИ в Канцелярии президента Израиля. После нападения ХАМАС на Израиль в 2023 году он стал официальным представителем правительства Израиля и одним из наиболее известных за рубежом спикеров по этой теме.
В ноябре 2023 года ведущий Льюис Гудолл на радиошоу LBC спросил Леви о его твите, в котором лондонские протестующие против действий Израиля в Палестине были названы «апологетами насилия». Леви ответил, что он призвал всех, кого оскорбил этот термин, поднять плакат на пропалестинском марше с предложением «Я осуждаю ХАМАС за изнасилование израильских женщин и девочек».
19 марта 2024 года Леви был отстранён от должности пресс-секретаря после конфликта с представителями Соединённого Королевства.
В онлайн-перепалке с министром иностранных дел Великобритании Дэвидом Кэмероном Леви сказал в ответ на твит Кэмерона, призывающего Израиль «пропустить больше грузовиков с [гуманитарной] помощью в Газу»:
«Я надеюсь, вы также в курсе, что в Газу нет ограничений на ввоз продуктов питания, воды, медикаментов или оборудования для укрытий, и фактически пропускные пункты имеют ИЗБЫТОЧНУЮ пропускную способность. Проверьте нас. Отправляйте в Керем-Шалом по 100 грузовиков в день, и мы их все доставим».
Министерство иностранных дел Великобритании выразило «удивление» министерству иностранных дел Израиля и запросило разъяснения относительно того, отражают ли твиты г-на Леви официальную позицию правительства Израиля. Отчёт в Financial Times перефразировал вопрос Великобритании следующим образом: «Так ли союзники разговаривают друг с другом?»
В то же время стало известно, что Сара Нетаньяху, жена действующего главы правительства страны, сделала выговор послу Израиля в Великобритании Ципи Хотовели за похвалу в дрес Леви, которого Хотовели назвала «звездой дипломатии», при этом Сара отрицала, что делала это. В то же время сообщалось, что Леви будет разрешено остаться в качестве международного представителя, но его появления в СМИ будут менее частыми.